# Campeonato Brasileño Sub-20
El Campeonato Brasileño Sub-20 es una competición de fútbol organizada por la CBF desde 2015.  Anteriormente, de 2006 a 2014, la competición fue organizada por la Federación Gaúcha de Fútbol (FGF).

## Palmarés
| Año                               | Campeón          | Final Resultado    | Subcampeón           |
| --------------------------------- | ---------------- | ------------------ | -------------------- |
| Federación Gaúcha de Fútbol       |                  |                    |                      |
| 2006                              | Internacional    | 4:0                | Grêmio               |
| 2007                              | Cruzeiro         | 1:0                | Internacional        |
| 2008                              | Grêmio           | 2:1                | Sport Recife         |
| 2009                              | Grêmio           | 1:0                | Atlético Mineiro     |
| 2010                              | Cruzeiro         | 0:0 (pen. 4-2)     | Palmeiras            |
| 2011                              | América Mineiro  | 2:1                | Fluminense           |
| 2012                              | Cruzeiro         | 2:1                | Internacional        |
| 2013                              | Internacional    | 2:0                | Palmeiras            |
| 2014                              | Corinthians      | 1:0                | Athletico Paranaense |
| Confederación Brasileña de Fútbol |                  |                    |                      |
| 2015                              | Fluminense       | 1:1 3:0            | Vitória              |
| 2016                              | Botafogo         | 1:1 2:0            | Corinthians          |
| 2017                              | Cruzeiro         | 1:1 (pen. 7-6)     | Coritiba             |
| 2018                              | Palmeiras        | 4:1 5:2            | Vitória              |
| 2019                              | Flamengo         | 0:1 3:0            | Palmeiras            |
| 2020                              | Atlético Mineiro | 2:1 0:1 (pen. 5-4) | Athletico Paranaense |
| 2021                              | Internacional    | 2:0 1:1            | São Paulo            |
| 2022                              | Palmeiras        | 1:0                | Corinthians          |
| 2023                              | Flamengo         | 0:0 (pen. 3-2)     | Palmeiras            |
| 2024                              | Palmeiras        | 2:2 3:0            | Cruzeiro             |

## Títulos por equipo
| Equipo               | Títulos | Subtítulos | Años campeón           | Años subcampeón        |
| -------------------- | ------- | ---------- | ---------------------- | ---------------------- |
| Cruzeiro             | 4       | 1          | 2007, 2010, 2012, 2017 | 2024                   |
| Palmeiras            | 3       | 4          | 2018, 2022, 2024       | 2010, 2013, 2019, 2023 |
| Internacional        | 3       | 2          | 2006, 2013, 2021       | 2007, 2012             |
| Grêmio               | 2       | 1          | 2008, 2009             | 2006                   |
| Flamengo             | 2       | 0          | 2019, 2023             | ----                   |
| Corinthians          | 1       | 2          | 2014                   | 2016, 2022             |
| Fluminense           | 1       | 1          | 2015                   | 2011                   |
| Atlético Mineiro     | 1       | 1          | 2020                   | 2009                   |
| América Mineiro      | 1       | 0          | 2011                   | ----                   |
| Botafogo             | 1       | 0          | 2016                   | ----                   |
| Vitória              | 0       | 2          | ----                   | 2015, 2018             |
| Athletico Paranaense | 0       | 2          | ----                   | 2014, 2020             |
| Sport Recife         | 0       | 1          | ----                   | 2008                   |
| Coritiba             | 0       | 1          | ----                   | 2017                   |
| São Paulo            | 0       | 1          | ----                   | 2021                   |

## Títulos por estado
| Estado             | Títulos | Subtítulos |
| ------------------ | ------- | ---------- |
| Minas Gerais       | 6       | 2          |
| Río Grande del Sur | 5       | 3          |
| São Paulo          | 4       | 7          |
| Río de Janeiro     | 4       | 1          |
| Paraná             | 0       | 3          |
| Bahía              | 0       | 2          |
| Pernambuco         | 0       | 1          |

## Goleadores
| Año                               | Jugador                     | Club                | Goles |
| --------------------------------- | --------------------------- | ------------------- | ----- |
| Federación Gaúcha de Fútbol       |                             |                     |       |
| 2006                              | Alexandre Pato Wendell Lira | Internacional Goiás | 7     |
| 2007                              | Jefferson                   | Paraná Clube        | 7     |
| 2008                              | Marquinhos Gabriel          | Internacional       | 8     |
| 2009                              | Alan Patrick Dori           | Santos Fluminense   | 5     |
| 2010                              | Thiaguinho                  | Cruzeiro            | 7     |
| 2011                              | Marcos Júnior               | Fluminense          | 7     |
| 2012                              | Renato Vinícius Araújo      | Náutico Cruzeiro    | 4     |
| 2013                              | Murilo                      | Internacional       | 5     |
| 2014                              | Crysan                      | Atlético Paranaense | 5     |
| Confederación Brasileña de Fútbol |                             |                     |       |
| 2015                              | Matheus Pato                | Fluminense          | 6     |
| 2016                              | Pedro                       | São Paulo           | 8     |
| 2017                              | Mosquito                    | Coritiba            | 9     |
| 2018                              | Papagaio                    | Palmeiras           | 12    |
| 2019                              | Evanilson                   | Fluminense          | 15    |
| 2020                              | Guilherme Santos            | Atlético Mineiro    | 13    |
| 2021                              | Gabriel Silva               | Palmeiras           | 16    |
| 2022                              | Arthur Sousa                | Corinthians         | 8     |
| 2023                              | Weslley Patati              | Santos              | 9     |
| 2024                              | Thalys                      | Palmeiras           | 15    |